# 155 (число)
Вижте пояснителната страница за други значения на 155.
155 (сто петдесет и пет) е естествено, цяло число, следващо 154 и предхождащо 156.
Сто петдесет и пет с арабски цифри се записва „155“, а с римски цифри – „CLV“. Числото 155 е съставено от три цифри от позиционните бройни системи – 1 (едно), 5 (пет).

## Общи сведения
- 155 е сума на прости числа между нейния най-малък и най-големите делители (5 + 7 +11 + 13 + 17 + 19 + 23 + 29 + 31).
- 155 е нечетно число.
- 155-ият ден от годината е 4 юни.
- 155 е година от Новата ера.